# Francis Walsingham
Sir Francis Walsingham (* kolem 1532, Chislehurst, Kent, Anglie - † 6. dubna 1590, Londýn) byl od roku 1573 až do své smrti jedním z nejdůležitějších rádců anglické královny Alžběty I. Je považován za zakladatele anglické tajné služby.

## Životopis
Francis Walsingham se narodil v místě zvaném Foots Cray, blízko Chislehurstu na anglickém venkově v hrabství Kent. Jeho rodiče William a Joyce Walsinghamovi pocházeli ze zámožné venkovské šlechty (gentry). Otec byl ve svém okolí vlivnou osobností. Stal se také úspěšným právníkem v Londýně a byl v roce 1530, několik let před svou smrtí (1534), členem královské komise vyšetřující z pověření Jindřicha VIII. majetkové poměry kardinála Thomase Wolseye.
Francis Walsingham studoval právo na Cambridgeské univerzitě. V době vlády katolické královny Marie Tudorovny pobýval na evropském kontinentě a cestoval, aby se vyhnul protireformačnímu teroru. Po smrti královny Marie a nástupu její nevlastní sestry, protestantské panovnice Alžběty I. na anglický trůn, se vrátil do vlasti. V roce 1559 byl za volební okres v hrabství Cornwall zvolen do tzv. prvního Alžbětina parlamentu. Postupně se stával důležitým služebníkem královny. V 70. letech 16. století byl anglickým velvyslancem na francouzském královském dvoře. V této funkci zažil masakry protestantů zvané Bartolomějská noc.